# Adel Abdel-Latif
Adel Abdel-Latif (* 17. Oktober 1971 in Zürich; heimatberechtigt in Basel) ist ein Schweizer Facharzt für Radiologie, Unternehmer, Berater, Buchautor, Kickboxweltmeister und ehemaliger Mister Schweiz.

## Leben
Adel Abdel-Latif ist Schweizer mit ägyptischen Wurzeln. Als Kind hielt er sich oft bei seiner Tante in Alexandria auf. Er wuchs nach der Scheidung seiner Eltern bei seinem Vater in Basel auf. Dort wurde bei dem Jungen, der durch unangepasstes Verhalten in der Schule immer wieder auffiel, eine Hochbegabung diagnostiziert.
1996 wurde er zum Mister Schweiz gewählt. Er studierte Medizin, erlangte 1997 das Ärztediplom und promovierte 1998 an der Universität Basel zum Dr. med. Seit 2006 ist er Facharzt FMH für Radiologie. 2013 schloss er einen Master of Advanced Studies in Business Administration an der Hochschule Luzern ab. 2013 schloss er zudem sein Studium zum «Certified Global Negotiator HSG» an der Hochschule  St. Gallen ab und liess sich parallel dazu zum «Certified Coach of Professional Development ICF» (Business-Coach) ausbilden.
Nachdem er als Arzt mehrere Jahre an diversen Schweizer Spitälern in verschiedenen Kaderfunktionen als Radiologe praktiziert hatte, gründete er 2011 die Radiolutions AG, eine Executive Search Boutique für spezialisierte Fachärzte. 2013 gründete er parallel die Beratungsfirma «Dr. Abdel-Latif Consulting AG», die u. a. die «Dr. Abdel-Latif Akademie für Verhandlungsführung» betreibt und deren CEO respektive Akademiedirektor er ist.
Am 30. November 2013 gewann er mit 42 Jahren den Weltmeistertitel im Kickboxen Version WKF im Pro-Point-Fighting (Schwergewicht, World Kickboxing Federation, Pro-Point-Fighting). Zuvor war er unter anderem mehrfacher Schweizer Meister im Kickboxen gewesen.
Er schrieb einige Jahre lang eine regelmässige medizinische Kolumne in der Schweizer Tageszeitung Blick am Abend, in der er sich auch mit gesundheitlichen Problemen Prominenter befasste. Ab 2015 publizierte er in verschiedenen Wirtschaftsmedien, u. a. Focus Money, Beiträge als «Experte für Verhandlungen».
Abdel-Latif ist seit 2016 Lehrbeauftragter für strategische und taktische Verhandlungsführung an der Executive School of Management, Technology & Law der Universität St. Gallen. Als Ghost Negotiator berät er internationale Klienten in schwierigen Verhandlungen.
2015 veröffentlichte er ein Buch über Verhandlungsstrategien in Nicht-Win-Win-Situationen. 2017 folgte sein zweites Buch zum Thema Karrierestrategien, das in die Spiegel-Bestsellerliste für Deutschland gelangte. 2020 produzierte er mit Erfolg macht sexy. Das Gewinner Mindset sein erstes Business-Motivations-Hörbuch. Sich selbst schreibt er auf seiner Homepage ein «Alpha-Mindset» zu. Auch sein 2021 veröffentlichter Selbstcoaching-Ratgeber Der F.U.-Faktor verspricht dem Leser den Aufstieg «vom biederen Durchschnittstypen zum Alpha-Boss» mit einem Gewinner-Lifestyle.
Abdel-Latif war von 2010 bis 2022 mit Simone Kromer alias DJ Lady Tom verheiratet, mit der er drei Kinder hat. 2018 wanderte er mit seiner Familie nach Ibiza aus. Heute lebt er in Dubai, wo er als Investor in den Bereichen Luxusimmobilien und digitale Finanzprodukte tätig ist und im September 2019 ein weiteres Unternehmen gründete: Radiolutions – Swiss Medical Recruitment vermittelt Ärzte aus der Schweiz, Deutschland und Österreich an Kliniken, Praxen und Gesundheitsinstitutionen in die Vereinigten Arabischen Emirate.

## Publikationen
- Quick & Dirty. Die geheimen Strategien und Taktiken des Verhandlungsprofis. Redline, München 2015, ISBN 978-3-86881-608-2.
- Die Karrieresau. Erfolg ist kein Zufall. Ecowin, Wals bei Salzburg 2017, ISBN 978-3-7110-0129-0.
- Erfolg macht sexy. Das Gewinner Mindset. Dr. Abdel-Latif Consulting AG, Steinhausen 2020 (Self-Publishing, Gratis-Hörbuch).
- Der F.U.-Faktor. Von 0 auf Boss in 250 Seiten. Tredition, Hamburg 2021, ISBN 978-3-347-36412-7 (Self-Publishing).